# Gmina Varvarin
Gmina Varvarin (serb. Opština Varvarin / Општина Варварин) – gmina w Serbii, w okręgu rasińskim. W 2018 roku liczyła 16 340 mieszkańców.